# Nyctemera externa
Nyctemera externa är en fjärilsart som beskrevs av Swinhoe 1917. Nyctemera externa ingår i släktet Nyctemera och familjen björnspinnare. Inga underarter finns listade i Catalogue of Life.